# Protonuraghe Agnu

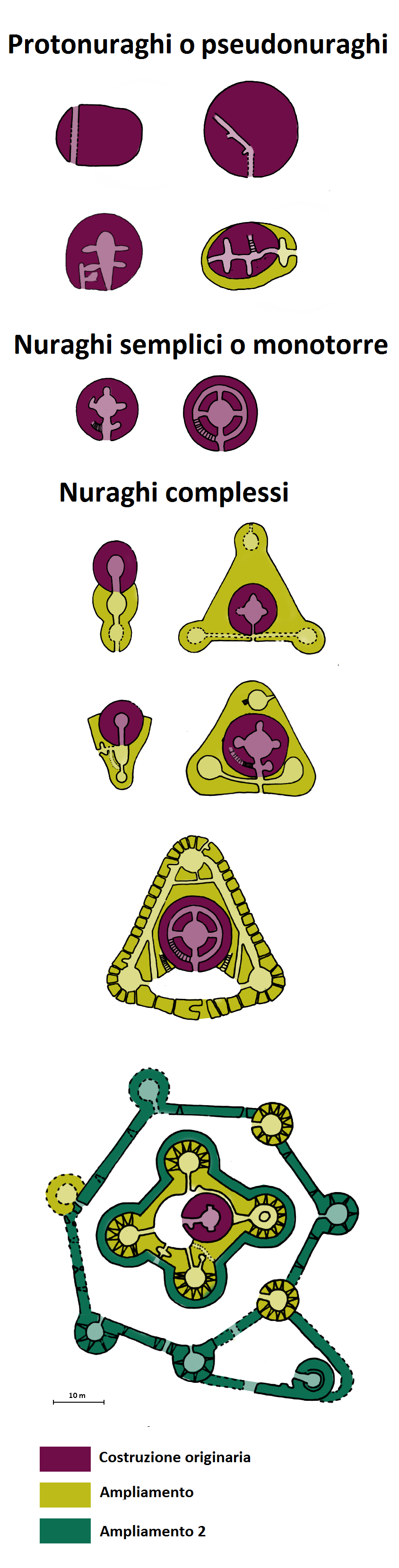
Nuraghenformen

Die gut erhaltene Protonuraghe Agnu liegt abseits der Straße von Calangianus nach Tempio Pausania, unweit des Flusses Rio Badu Mela, an den Hängen des Monte di Deu, südwestlich vom Gigantengrab von Pascaredda und 200 m vom Quellheiligtum Li Paladini entfernt in der Provinz Nord-Est Sardegna auf Sardinien. Protonuraghen (auch Korridor- oder Pseudonuraghen, italienisch Nuraghe a corridoio) sind die Vor- oder Frühform der klassischen Tholosnuraghen (italienisch Nuraghe a tholos) der bronzezeitlichen Nuraghenkulturen Sardiniens. 

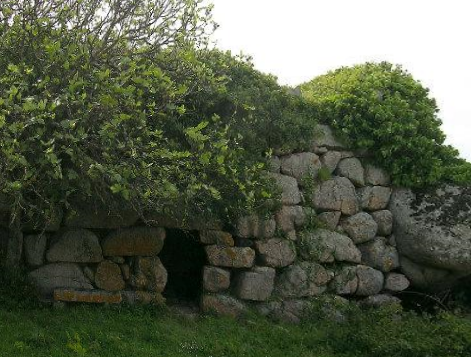
Protonuraghe Agnu

## Beschreibung
Die Protonuraghe Agnu ist aus großen unregelmäßigen Granitblöcken gebaut. Sie hat einen für Protonuraghen typischen Gang und einen nach Osten orientierten Zugang, mit erhaltenem Architrav. Der Gang führt der Länge nach durch die Nuraghe und endet nahe der gegenüberliegenden Wand unter einer Treppe, die auf die oben befindliche Terrasse führt. Seitlich befinden sich zwei Nebengänge, von denen einer zu einer Zelle mit Kraggewölbe führt. 
Weitere gut erhaltene Protonuraghen sind Front’e Mola (bei Thiesi), Albucciu (bei Arzachena), Frenugarzu und Cubas (bei Dualchi) und Castrulongu (bei Lodine).
Die Quelle des kleinen Quellheiligtums des aus Granitblöcken gebauten Li Paladini ist noch aktiv.

## Zeitstellung
Die etwa 300 Protonuraghen auf Sardinien entstanden während der Phase B der zweiphasigen Bonnanaro-Kultur, die als Nachfolger der sowohl megalithischen als auch kupferzeitlichen Monte-Claro-Kultur etwa zwischen 1800 und 1500 v. Chr. herrschte.